# Список дерев'яних храмів Закарпаття
Список дерев'яних храмів Закарпаття охоплює культові споруди, збудовані з дерева, що розташовані на території сучасної Закарпатської області України. Дерев'яна сакральна архітектура краю є важливою частиною культурної спадщини України, що поєднує традиції українського, угорського, словацького та румунського зодчества. Значна частина храмів зведена в XVI–XIX століттях і збереглася донині.

## Історія та архітектурні особливості
Дерев’яні храми Закарпаття належать до різних конфесій — греко-католицької, православної та римо-католицької. В архітектурі виокремлюють бойківський, лемківський, гуцульський і мармароський (готичний) стилі. Частина храмів внесена до Світової спадщини ЮНЕСКО.

## Перелік
| Назва храму                                   | Населений пункт            | Рік побудови | Стиль                 | Конфесія         | Примітки           |
| --------------------------------------------- | -------------------------- | ------------ | --------------------- | ---------------- | ------------------ |
| Церква святого Архангела Михаїла (Ужок)       | Ужок                       | 1745         | Бойківський           | Греко-католицька | ЮНЕСКО             |
| Свято-Іллінська церква (Буківцьово)           | Буківцьово                 | 1791         | Бойківський           | Греко-католицька |                    |
| Церква Вознесіння Господнього (Ясіня)         | Ясіня                      | 1824         | Гуцульський           | Православна      | ЮНЕСКО             |
| Церква святого Миколая (Данилово)             | Данилово                   | 1779         | Мармароський готичний | Греко-католицька | Дерев’яна готика   |
| Церква святого Миколая (Колодне)              | Колодне (Тячівський район) | 1470         | Готика                | Греко-католицька | Одна з найстаріших |
| Церква Різдва Пресвятої Богородиці (Буковець) | Буковець (Хустський район) | 1804         | Лемківський           | Православна      |                    |
| Церква святої Трійці (Тисалово)               | Тисалово                   | 1700         | Бойківський           | Греко-католицька |                    |
| Церква св. Василія Великого (Крайниково)      | Крайниково                 | 1668         | Мармароський          | Греко-католицька |                    |

## Галерея

Церква святого Архангела Михаїла (Ужок)Церква святого Архангела Михаїла (Ужок)
Церква Вознесіння Господнього (Ясіня)Церква Вознесіння Господнього (Ясіня)
Церква святого Миколая (Данилово)Церква святого Миколая (Данилово)
Церква в КолочавіЦерква в Колочаві